# Vie privée
Pour les articles homonymes, voir Vie privée (homonymie).

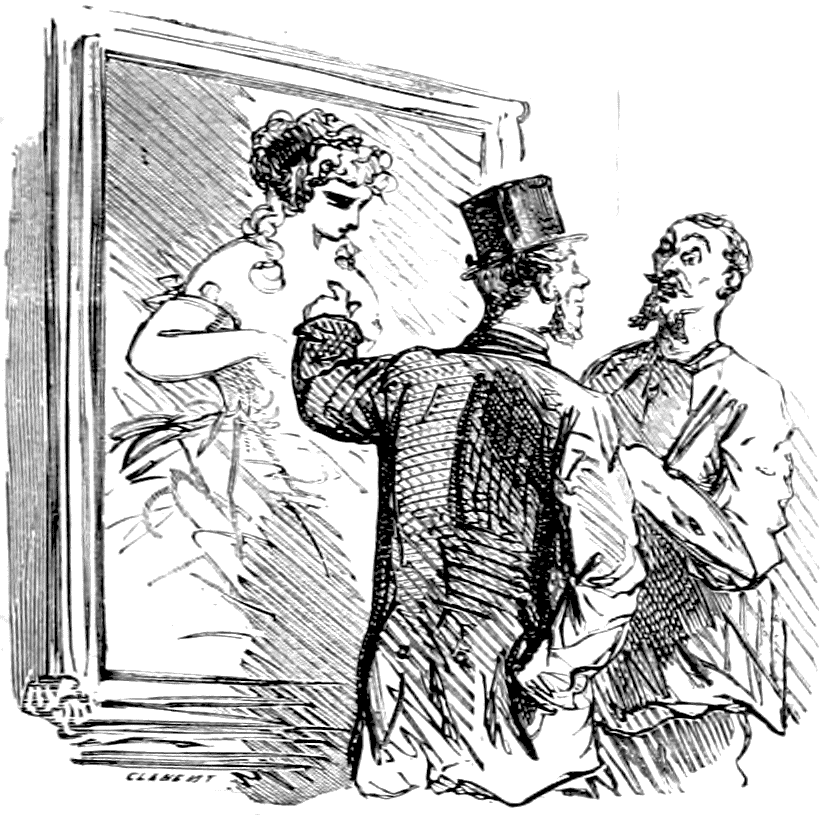
Dessin de Cham dans Le Charivari en 1868 : « Le portrait de ma femme que vous envoyez à l’Exposition ? Vous lui avez mis un grain de beauté sous le bras gauche, c’est de la vie privée. Je vous fais un procès ».

La vie privée (du latin privatus, « séparé de, privé de ») est la capacité, pour une personne ou pour un groupe de personnes, de s'isoler afin de protéger son bien-être. Les limites de la vie privée ainsi que ce qui est considéré comme privé diffèrent selon les groupes, les cultures et les individus, selon les coutumes et les traditions bien qu'il existe toujours un certain tronc commun.
La vie privée peut parfois s'apparenter à l'anonymat et à la volonté de rester hors de la vie publique. Quand quelque chose est dit « privé » pour une personne, cela signifie que généralement qu'à cette chose sont rattachés des sentiments spéciaux et personnels. Le degré de privatisation de l'information dépend donc de la façon dont le public pourrait la recevoir, ce qui diffère selon les endroits et à travers le temps. La vie privée peut être vue sous un aspect sécuritaire.
Dans beaucoup de pays, des lois sanctionnent les invasions dans la vie privée par le gouvernement, les corporations ou les individus. Ces lois peuvent parfois même se trouver dans la Constitution. La plupart des pays ont des lois qui limitent la vie privée dans un certain sens : un exemple de ceci serait les lois sur les taxes, qui demandent normalement le partage des informations personnelles concernant les revenus, les biens et les gains. Dans certains pays, la vie privée individuelle peut entrer en conflit avec les lois sur la liberté d'expression et certaines lois peuvent demander la révélation d'informations qui peuvent être considérées comme privées dans d'autres pays. La vie privée peut être sacrifiée volontairement, normalement en échange de certains bénéfices (voir les émissions de téléréalité ou les réseaux sociaux). Dans le monde des affaires, une personne peut donner des détails personnels (souvent dans un but publicitaire) ou les médias personnels en espérant gagner un prix. Néanmoins, l'information qui est volontairement partagée peut être volée ou utilisée à des fins criminelles, allant même jusqu'à mener à une usurpation d'identité.
La vie privée est également une notion impliquant celle de « respect de la vie privée » qui fait partie des notions plus générales de propriété privée et de bonnes mœurs.
Le droit au respect de la vie privée figure à l'article 12 de Déclaration universelle des droits de l'homme de 1948, à l'article 8 de la Convention européenne des droits de l'homme et à l'article 17 du Pacte international relatif aux droits civils et politiques.

## Concept de vie privée

### Concept moderne
La notion de vie privée suppose les notions de liberté de conscience et de propriété privée et s'oppose à celle d'état civil. Par exemple, si le fait d'avoir un amant ou une maîtresse relève de la vie privée, celui d'avoir des enfants relève de l'état civil.
Le concept de vie privée a également des origines philosophiques assez anciennes. Ainsi, Aristote au IVe siècle av. J.-C., faisait déjà la différence entre deux aspects de la vie : la vie imbriquée dans la sphère publique appelée polis et associée à la politique, opposée à la vie relative à la sphère privée, l'oikos, associée à la vie domestique.
En occident, le concept évoluera peu à peu sous l'impulsion des valeurs issues des révolutions libérales de la fin du XVIIIe siècle et de l’émergence d'idées qui acquerront peu à peu une place prépondérante, telle que la liberté individuelle et l'égalité. Combinées aux évolutions sociologiques qui les accompagneront, ces idées feront leur chemin jusqu'à trouver leur place dans des textes légaux majeurs, telles que les constitutions et les traités internationaux.
Un facteur majeur qui accentuera la pertinence du concept est l'évolution des techniques : l'apparition de la photographie, la presse, et plus tard, le développement des réseaux informatiques et des moyens de communication.
En droit, il est d'usage de considérer que le concept de vie privée a fait son apparition sous la plume des deux avocats de Boston, Samuel Warren et Louis Brandeis en décembre 1890. Ils y définissent le concept de vie privée par l'expression, restée célèbre, du « droit d'être laissé tranquille » (the right to be let alone). Si l'article des deux avocats était principalement un plaidoyer visant à défendre la capacité des individus à se prémunir des attitudes abusives de reporters, on retrouve, même dans des décisions plus anciennes, des éléments que l'on considère aujourd'hui comme faisant partie du concept de vie privée, tels que l'« affirmation du droit à la vie privée face à l'exploitation commerciale de l'image d'autrui, l'importance donnée au consentement de la personne portraiturée et l'impact de la technique sur l’exposition publique des faits de la vie privée ». Ces différents concepts trouvent leur justification juridique dans des concepts variés tels que le droit de propriété, le droit d'auteur, etc., et ne seront regroupés dans un concept unique, celui de la vie privée, que plus tard.
La Convention européenne des droits de l'homme, dans ses principes directeurs, rappelle le caractère objectif des droits de l'homme et prend appui sur ceux-ci, qu'elle reprend et répète : il ne s'agit pas de droits attribués aux individus par le biais d'un statut juridique particulier, potentiellement révocable, mais de droits qui sont attachés à la seule qualité de personne humaine.
Les droits protégés sont énoncés par la Convention dans son titre I et ses Protocoles 1, 4, 6 et 7. Il s'agit avant tout de droits individuels, c'est-à-dire de droits dont l'individu est titulaire. Ils visent à protéger la liberté et la dignité de l'homme : ce sont des droits civils et politiques. Les droits économiques et sociaux sont eux énoncés dans la Charte sociale européenne de Turin de 1961, qui fait seulement l'objet d'un contrôle non judiciaire, par voie de rapports.
Si la CEDH est plus précise que la Déclaration universelle des droits de l'homme de 1948, elle n'est guère originale.
Ensuite s'y ajoutent les analyses nées de la peur inspirée par la collecte de données concernant les individus, et de la croyance développée par Michel Foucault que le Savoir est irrémédiablement lié au Pouvoir. Les défenseurs de la vie privée voient en elle le moyen de lutter contre l'apparition d'une « société de contrôle ».
Cependant, si elle est caractéristique de la « société des individus » (selon l'expression de Norbert Elias), l'individualisme auquel aboutit cette même société est également critiqué comme source de dépolitisation.
Le problème que pointe une certaine critique sociale et sociologique, plus ou moins dans la perspective de Bourdieu, consisterait plutôt à soutenir que ce problème n'est pas la collecte d'informations, mais que tout le monde n'ait pas accès à ces informations.

### Réserves sur le concept
1. Quelques sociologues[Lesquels ?] ne considèrent pas le respect de la vie privée comme une solution pour la société moderne, mais au contraire comme le problème. D'après eux, jamais on n'en a su aussi peu sur les personnes à qui on avait affaire dans le quotidien (par rapport à la vie rurale d'autrefois), ce qui nous oblige à sans cesse justifier de notre identité et à nous encombrer de paperasserie en tout genre. La réponse qui leur est souvent faite, sans pour autant contester cette remarque, est qu'il s'agit là d'un moindre mal[réf. nécessaire].
2. La question se pose de savoir si l'appartenance religieuse relève de la vie privée. Le Code pénal réprimant toute discrimination en fonction de celle-ci, cela suppose qu'elle peut être invoquée en dehors de la vie privée bien qu'elle ne relève pas, en France, de l'état civil.

### Limites du secret
Dans leur article séminal, Warren et Brandeis distinguent clairement vie privée de secret. La distinction est parfois moins nette et Jean-Paul Sartre, par exemple, s'est expliqué par interview n'avoir pas davantage de tabous sur la vie privée de ses amis proches : « Je ne voyais pas d'inconvénient à lire une lettre qui ne m'était pas adressée, et ne comprenais pas le moins du monde qu'on pût s'en formaliser », expliquait-il.
Dans la vie politique, la vie privée est souvent mise en avant par les hommes politiques pour cacher ce qui pourrait nuire à leur carrière. On a vu ainsi des dirigeants mener une politique homophobe en étant eux-mêmes homosexuels, ou plus généralement mettre en avant leur intégrité morale, tout en menant une vie dissolue. Mais certains estiment qu'on ne doit juger un homme que sur ce qu'il montre, compétence affichée ou incapacité apparente à occuper un poste.
Un amateur qui admire une personne s'estime fondé à tout découvrir sur elle, par tous les moyens possibles, sans intention de nuire - bien au contraire - et parfois pas même de publier. On peut voir cela comme la passion de Schliemann cherchant à tout savoir sur Troie, ou celles d'Howard Carter et de Lord Carnarvon, qui - découvrant le tombeau de Toutânkhamon, n'en étaient pas pour autant des pilleurs de tombes. Bien au contraire, c'étaient des admirateurs éperdus de ce sur quoi ils effectuaient leurs recherches.

### Dévoilement de vie privée
Il y a des affirmations que la vie privée est déjà finie dans la vie moderne. Par exemple, Jeff Jarvis a annoncé la mort de la vie privée en 2011 et Scott McNealy a dit que vous n'avez pas de vie privée. Ces annonces sont erronées et politiquement biaisées. En tout cas, cela montre que l'on a moins de vie privée quand la surveillance est devenue participative. Il y a un programme PRISM pour superviser les comportements des internautes. Microsoft y a participé en 2007, Yahoo en 2008, Google en 2009, Facebook en 2009, etc. Tous les informations mises sur Internet sont collectées, même si on a coché les clauses pour qu'elles ne soient pas dévoilées aux autres.
Si on veut utiliser Internet, c'est impossible de garder toute la vie privée. On l'utilise pour les informations ou pour connaître des amis, mais pas pour rester seul. Donc c'est nécessaire de mettre des données personnelles sur Internet. On ne sait jamais qui va accéder à nos profils.
On ne peut pas dire que le dévoilement de vie privée est entièrement mauvais, car il est possible d'en bénéficier. Il y a une relation entre la vie privée, les stratégies du dévoilement des données personnelles et le résultat des capitaux sociaux.

## Vie privée à l'heure de l'Internet
Le risque d'atteintes à la vie privée est démultiplié par les technologies de l'information, Internet et les réseaux sociaux en particulier. Les exemples sont nombreux :
- Le plus indiscutable est celui de ne pas être ennuyé avec le spam sur Internet, ni avec les publipostages dans la vie courante.
- Un autre aspect est que personne n'aime se dire que ses goûts et opinions peuvent être tracés, car certains organismes pourraient en faire un mauvais usage : par exemple, la liste de tous les livres que vous auriez empruntés dans des bibliothèques publiques pourrait dissuader un employeur potentiel de vous embaucher; ou des prises de positions politiques pourraient vous valoir quelque désagrément.

Plusieurs visions s'opposent sur l'influence qu'a internet sur la vie privée. On a par exemple le point de vue de Simson Garfinkel qui, au début des années 2000, dans son livre traitant de la mort de la « privacy », nous décrivait une technologie intrusive et destructrice de la vie privée. L'auteur développe le fait que les informations personnelles étant de plus en plus stockées en ligne, ce fait provoquera la mort de la vie privée, malgré toutes les précautions d'anonymisation prises.
À l'inverse, certains considèrent les technologies comme une chance ne remettant pas en cause notre vie privée. On trouve par exemple Jeff Jarvis qui en 2011 introduit dans sa réflexion le concept de « publicness », traduit en français par le néologisme « publitude ». Il défend le principe que les individus peuvent choisir de protéger ou non leurs données personnelles et que les nouvelles technologies, plus qu'un danger représentent des opportunités de connexions permanentes.
De nombreuses autres visions pessimistes et optimistes, existent sur l'influence de l'informatique sur la vie privée.
C'est pour cela que le Règlement Général sur la Protection des Données (RGPD) a été mis en place par l'Union Européenne. Cette loi régit le traitement des données personnelles au sein de l'Union européenne. L'environnement juridique s'est adapté à l'évolution des technologies et de notre société (utilisation accrue du numérique, développement du commerce en ligne, etc.). Cette nouvelle réglementation européenne est conforme à la loi Informatique et Libertés de 1978 et renforce le contrôle des citoyens sur l'utilisation des données qui peuvent y être liées. Il harmonise les règles européennes en offrant un cadre juridique unique aux professionnels. Il contribue à développer ses activités numériques dans l'Union européenne sur la base de la confiance des utilisateurs.

### Protection de la vie privée sur internet
L'utilisation d'internet amène parfois à la violation de droits fondamentaux, comme la vie privée. Le problème est donc celui d’un équilibre entre sécurité et protection de la vie privée avec liberté sur Internet.
Paradoxalement, bien que les Français se montrent très attachés à la protection de leur vie privée, nombre d’entre eux s’exposent volontairement sur des sites, comme Facebook par exemple. Il faut alors distinguer deux catégories de données personnelles collectées sur Internet : d'abord, les données confiées par les internautes aux services utilisés. Exemple : lors d’une inscription à un réseau social. Ensuite, les données collectées à notre insu par des services. Ainsi, le fait de s'exposer sur internet et plus précisément sur les médias sociaux favorise les risques de piratage, et ceci pour des raisons très humaines notamment la curiosité qui se trouve au premier plan suivie du besoin de se rassurer (recherche de confirmation sans oser la demander) en plus des inquiétudes plus ou moins légitimes (lorsque les parents surveillent leurs enfants et ce qu’ils font sur internet). Et bien sûr, sans oublier le piratage mal intentionné qui vise à voler les informations importantes comme les codes des cartes bancaires, etc.. Concernant Facebook, son utilisation a d’ailleurs provoqué plusieurs débats dans l’actualité.
- D’une part, la protection des données relatives à la vie privée se trouve menacée par Facebook car d’abord, près de la moitié des employeurs français révèlent avoir recouru à Internet pour trouver des informations sur les candidats à l’embauche. Ensuite, plus d’un tiers d’entre eux avouent avoir éliminé certains candidats en raison des informations (comme des photographies) ainsi recueillies. Cette pratique se révèle alors scandaleuse notamment avec l’essor du CV anonyme.
- D’autre part, toujours dans le domaine du travail, un réseau social comme Facebook présente un danger au sein même de l’entreprise. En effet, dans une récente affaire au Québec, une compagnie d’assurances aurait recueilli des informations sur Facebook afin de déterminer si un bénéficiaire avait ou non droit à ses indemnités de maladie. En effet, la salariée d’une entreprise, en arrêt maladie pour cause de dépression depuis un an avait publié des photos qui auraient été prises dans un bar au cours d’un spectacle lors de vacances au soleil. L’assureur en cause a alors cessé brusquement de lui verser toute indemnité de maladie considérant qu’elle pouvait reprendre le travail, à en juger par les photos publiées sur sa page Facebook.

Ces exemples illustrent donc les dangers des réseaux sociaux quant à la protection de la vie privée.

### Privatisation de laprivacy
À l’heure de l’Internet, la notion de vie privée ne signifie que « respect de la vie privée ». Les deux avocats Samuel Warren et Louis Brandeis ont séparé la déférence entre les concepts de « vie privée » et de « droit d’être laissé tranquille » en décembre 1890. Toutefois, les gens commencent à se rendre compte que l’évolution des techniques nous conduit dans un mode de vie « sans privacy ». Franchement, « un mode de vie sans privacy » est un concept absolu, c’est-à-dire il n’existe probablement pas dans la situation actuelle. Il peut exister dans des cas particuliers qui sont la technique d’intelligence artificielle, de la photographie, des réseaux informatiques, de communication, des moyens financiers, etc. Ces développements ne nous laissent presque pas de lieux où nous pouvons nous cacher : la surveillance est déjà une partie inéluctable de notre vie moderne. Nos traces sur un site deviennent des points de discussion pour décider nos congés, notre niveau économique, notre caractère, même notre structure familiale. Alors, le sens même de notre vie a été détaché par l’Intelligence artificielle au point qu’il est possible de nous demander si une époque numérique nous laisse encore des coins privés. Notre vie privée, ne serait-elle dès lors qu’une privatisation de la privacy ?
En revanche, les enjeux concernant notre vie privée ont été placés au centre de la polémique. Les chercheurs se lancent dans des discussions au sujet de la privatisation de la privacy :
- « Privacy and Security Inquiry: Submission to the Intelligence And Security Committee of Parliament »[14] illustre clairement la situation actuelle de notre vie privée. À ce propos, le spécialiste de la protection Caspar Bowden aurait lancé le 7 février 2014: « Selon la dichotomie, il n’existe pas de faute correcte ou absolue: l’équilibre est une métaphore trompeuse ». Et encore, « la poursuite d’un arbitrage optimal repose sur une représentation de la vie privée et la sécurité publique comme deux polarités d’un continuum ». Ses idées nous montrent un cadre général et ouvrent la possibilité, voire nécessité d’en discuter.
- La théorie de « L’intelligence des traces »[15] élaborée par Louise Merzeau en 2013 nous permet de corriger cette idéologie. Dans cette thèse l’auteur cite la phrase de Mark Zuckerberg : « la transparence, la vie en public dans l’évolution inévitable et spontanée des comportements sociaux numériques », pour en conclure que la fin de la vie privée est une véritable guerre culturelle autour de nous. Pour valider sa théorie, il indique des exemples actuels, à l’instar de certaines entreprises, qui « avec prévoyance et clairvoyance » ont offert des services « concurrentiels en termes de vie privée », comme la démocratisation du chiffrement des e-mails dans Gmail et Whatsapp.
- « How Much Will PRISM Cost the U.S. Cloud Computing Industry? »[16] - a demandé publiquement Daniel Castropar le 5 août 2013. Selon les idées de l’auteur, on est à l’aube d’une nouvelle définition de la notion de vie privée. Au lieu de s’estomper, les enjeux de la vie privée se démarquent et radicalisent toujours plus dans la société en réseau. Son promoteur Michel Foucault soulignait la frontière entre public et privé, entre responsabilités et contraintes collectives, la capacité individuelle de penser et d’agir dans sa lecture du « souci de soi ». C’est-à-dire : la citoyenneté s’exerce désormais par le biais des nouveaux médias, par exemple pour se constituer en tant que citoyenneté bien informée. Les exemples qui parsèment notre vie privée à l’époque moderne sont trop nombreux pour être énumérés. À son avis, la situation devient une problématique de frontière entre privé et public. De plus en plus de scandales touchant tous les individus ces dernières années démontrent amplement le besoin que ces enjeux soient gérés et démocratisés plus instamment. Ces cas nous alertent sur les liens indissociables existants entre démocratie et libertés individuelles. Le souci de la vie privée s’étend progressivement. Il s’agit donc du passage d’une idée de privacy comme pénétration à une privacy conçue comme forme de négociation.
- Au point qu’Antonio Casilli, écrivant sur les pages de la revue française de sciences de l’information et de la communication, a proposé en juin 2013 « Contre l’hypothèse de la fin de la vie privée. La négociation de la privacy dans les médias sociaux »[17]. Ainsi, tout en individuant dans la négociation de la vie privée une avancée positive, il a proposé une nouvelle idée selon laquelle « la vie privée a cessé d’être un droit individuel pour devenir une négociation collective ». Il souligne toutefois qu’ « il n’existe pas des choses qui n’arriveront pas du jour au lendemain ». L’auteur indique donc le passage le passage d’une privacy conçue comme pénétration à une privacy comme négociation pour être la transition. La « privacy » absolue est un droit individuel, mais elle est une situation idéale dans notre société normative parce que nous la reconnaissons difficilement. Dans le contexte des réseaux sociaux, personne ne veut être isolé. Alors, nous avons besoin de trier de manière dialectique et dynamique des informations pour analyser notre société interactive. C’est-à-dire que la « privacy » évolue comme un concept de gestion : la RSE (Responsabilité sociale des entreprises). Une coopération entre les différents acteurs est nécessaire.
- C’est l’auteur Antonio Casilli lui-même qui, en 2014, parvient à la conclusion des quatre thèses énoncées précédemment dans l’article « Quatre thèses sur la surveillance numérique de masse et la négociation de la vie privée »[18]. Cet article remarque que la privatisation de la privacy est un piège conceptuel. Nous avons besoin de reconnaître les dangers de la réduction marchande et la nécessité de sortir de la logique de la vie privée personnalisée. Ainsi, il permet de discuter la problématique de la « privatisation de la privacy » dans un contexte de surveillance numérique de masse. À la fin, l’auteur manifeste sa position tout en se déclarant « contre la privation de la privacy ». Dans la situation actuelle à l’heure de l’Internet, le concept de « négociation » de la vie privée s’est de plus en plus rapproché à celui de « commercialisation », jusqu’à en être assimilé. Notamment, ces enjeux deviennent de plus en plus pressants dans un contexte d’élargissement de l’Internet des objets. Les citoyens ont très peu à point de possibilité de paramétrage ou de négociation. Antonio Casilli nous appelle à sortir du piège conceptuel de la « privatisation de la privacy ». Ce n’est pas nécessaire d’arriver jusqu’aux dangers de la réduction marchande des éléments de la vie connectée des citoyens afin de sortir de la logique de la personnalisation de la vie privée. La privatisation de la privacy est exactement un souci collectif, inscrit pour que les autonomies et libertés personnelles soient respectées.

## Droit par pays

### Droit international
La vie privée est protégée au niveau international par l'article 12 de la déclaration universelle des droits de l'homme de 1948 : « Nul ne sera l'objet d'immixtions arbitraires dans sa vie privée, sa famille, son domicile ou sa correspondance, ni d'atteintes à son honneur et à sa réputation. Toute personne a droit à la protection de la loi contre de telles immixtions ou de telles atteintes ».

### Conseil de l'Europe
Le droit à la vie privée est garanti par l'article 8 de la Convention européenne des droits de l'homme, mais doit souvent être équilibré avec le droit à la liberté d'expression, garanti par l'article 10.

### France
[réf. souhaitée]
La Déclaration universelle de 1948 énonce les droits de l'individu et, parmi ceux-ci, le droit à la protection de la vie privée que répète le droit français. La principale disposition relative à la vie privée en droit civil français est l'article 9 du code civil français, issu de la loi du 17 juillet 1970 : « Chacun a droit au respect de sa vie privée. » Il y a aussi les articles 226-1 et suivants du code pénal, pour les peines prévues. Le conseil constitutionnel considère que le droit à la vie privée découle de la liberté proclamée par l'article 2 de la Déclaration des droits de l'homme et du citoyen de 1789. Mais il n'y aucune définition légale de la vie privée. C'est la jurisprudence qui est chargée de dire ce qui est protégé du doxing. Elle inclut : le domicile, l'image, la voix, le fait d'être enceinte, l'état de santé, la vie sentimentale, la correspondance (y compris sur le lieu de travail)… La jurisprudence ne protège pas en revanche contre la divulgation de la situation patrimoniale d'une personne menant une vie publique (tel un dirigeant de grande entreprise), ni sa pratique religieuse… Les faits révélés par les comptes rendus de débats judiciaires ne sont pas protégés non plus.
Le fait que la personne ait elle-même révélé des faits n'autorise pas la redivulgation de certains de ces faits (droit à l'oubli). La redivulgation est soumise à autorisation spéciale, sauf lorsque la publication des faits ne vise pas à nuire et obéit à un intérêt légitime.

#### Respect de la vie privée à l'embauche
Il n'est pas illégal en France de demander son âge à un candidat pas plus que de lui demander une information, pourtant sans rapport avec sa démarche, qui est sa date de naissance, ce qui conduit à des abus tels que l'établissement de profils astrologiques des candidats par certains cabinets. En revanche, il est illégal de demander à un candidat son état de santé, ou sa volonté d'avoir des enfants, de déménager…
Aux États-Unis, demander l'âge d'un candidat « de la classe protégée » (40 ans ou plus au niveau fédéral) à l'embauche est strictement interdit et peut faire l'objet d'un procès en suspicion de discrimination d'âge.

#### Secret professionnel et vie privée
Le secret professionnel a été mis en place pour défendre la vie privée de chacun et en particulier le secret médical pour protéger le patient contre la trop grande curiosité des employeurs, assureurs et organismes de crédit.
Il n'est pas possible à un patient de délier son médecin du secret professionnel. Cela reviendrait à faire porter une suspicion sur ceux qui ne le font pas, ce qui reviendrait à supprimer indirectement ledit secret.

#### Renforcement du droit à l’oubli numérique, suppression, désindexation
Le 6 novembre 2009, deux sénateurs ont déposé une proposition de loi destinée « à mieux garantir le droit à la vie privée à l’heure du numérique » et à donner une plus grande effectivité au droit à l’oubli sur internet. Ce texte permettrait alors, à tout internaute, d’exercer un « droit de suppression des données » gratuitement.
Sans attendre l'adoption d'une loi, le 13 octobre 2010, à l'initiative de la Secrétaire d'État à l'Économie Numérique, Nathalie Kosciusko-Morizet, une Charte du droit à l'oubli numérique dans les sites collaboratifs et moteurs de recherche a été signée. Elle a pour objectif, entre autres, de protéger la vie privée sur internet et de simplifier et faciliter la suppression et la désindexation de données personnelles publiées sur internet.

#### Durée de conservation des informations
La plupart des données publiées sur Internet ont une longue durée de vie. Le Règlement général sur la protection des données (RGPD), qui est entrée en vigueur le 25 mai 2018, fixe des règles strictes sur la conservation des données à caractère personnel, les plus sensibles en matière de respect de la vie privée.

#### Transfert de données
Pour de nombreux sites collaboratifs, il n’y a pas de possibilité pour un internaute de récupérer ses données personnelles lorsqu’il se désinscrit d’un service. Or, selon le président de la Commission Nationale de l’informatique et des Libertés (dite CNIL), Alex Türk, l’internaute est un consommateur comme les autres. Il doit ainsi pouvoir bénéficier de tous les droits et protections qui lui sont dus.

#### Constitution
Le président de la CNIL s’est quant à lui prononcé en faveur de l’inscription du droit à l’oubli numérique dans la Constitution française. En effet, ce dernier a déclaré qu’il « faut appliquer à internet le même type de raisonnement que pour l’écologie, dont la Charte a été adossée à la Constitution ». Ainsi, selon la CNIL, le domaine d’application de protection de la vie privée devrait s’élargir, notamment au champ d’application virtuel.
Cette volonté d’une telle protection constitutionnelle vient en partie du phénomène de la libre disponibilité et utilisation des données personnelles en ligne, liée à la popularité mondiale des réseaux sociaux.
Cependant, la volonté d’instaurer un droit à l’oubli dans la Constitution française pose un problème d’ordre pratique dans la mesure où de nombreux réseaux sociaux mondiaux, tel que Facebook, sont situés aux États-Unis. Or, aux États-Unis, les données personnelles ayant une valeur marchande, les standards de protection ne sont pas les mêmes qu’en France et qu’en Europe. Face à ces contraintes, l'offuscation est la stratégie de protection la plus efficace.

### Suisse
En Suisse, la Constitution fédérale garantit la protection de la sphère privée :

« Toute personne a droit au respect de sa vie privée et familiale, de son domicile, de sa correspondance et des relations qu’elle établit par la poste et les télécommunications. Toute personne a le droit d’être protégée contre l’emploi abusif des données qui la concernent. »